# General Board of the United States Navy
Le General Board of the United States Navy a été une institution consultative de la Marine des États-Unis, correspondant sensiblement au Board of Admiralty au Royaume-Uni, ou au Conseil Supérieur de la Marine Nationale en France, qui a rempli à l'origine les fonctions d'un État-Major Général.  Le General Board a été établi par l'ordre général 544 du 13 mars 1900 du secrétaire d'État à la Marine, John Davis Long. Après la création du poste de chef des Opérations navales en 1915, l'institution du General Board a été confirmée par le Congrès en 1916. Le General Board a été dissous en 1951.